# Irene Grandi live '03
Irene Grandi live '03 è un album dal vivo della cantante italiana Irene Grandi, pubblicato nel mese di gennaio del 2004.

## Il disco
Venduto come allegato alle ricariche Vodafone è una selezione di brani cantati rigorosamente dal vivo all'MTV Day 2003 con l'aggiunta del remix di Prima di partire per un lungo viaggio mixato dai Planet Funk.
La copertina dell'album e in cartone lucido e l'immagine stampata rappresenta la locandina dell'Irene Grandi tour 2004.

## Tracce
1. Prima di partire per un lungo viaggio
2. Fuori
3. Eccezionale
4. In vacanza da una vita
5. Che vita è
6. La tua ragazza sempre
7. Sconvolto così
8. Bum Bum
9. Per fare l'amore
10. Una nuvola bianca
11. Prima di partire per un lungo viaggio (Planet Funk remix)

## Classifiche
| Classifica (2005) | Posizione |
| ----------------- | --------- |
| Italia            | 15        |